# Miss Estónia
O Miss Estónia é um concurso de beleza que acontece anualmente com o intuito de eleger uma candidata para o concurso de beleza mais famoso, o Miss Universo. A organização também escolhe misses para representar a Estónia em outros concursos como Miss Internacional e Miss Terra.

## Vencedoras
| Ano  | Miss Estónia       | Colocação              |
| 1988 | Heli Mets          |                        |
| 1989 | Cathy Korju        |                        |
| 1990 | Liis Tappo         |                        |
| 1991 | Erika Bauer        |                        |
| 1992 | Ruth Merila        |                        |
| 1993 | Lilia Üksvãrav     |                        |
| 1994 | Eva Maria Laan     |                        |
| 1995 | Enel Eha           |                        |
| 1996 | Helen Mahmastol    |                        |
| 1997 | Kristiina Heinmets | Semifinalista (Top 10) |
| 1998 | Kadri Väljaots     |                        |
| 1999 | Triin Rannat       |                        |
| 2000 | Evelyn Mikomägi    | Semifinalista (Top 10) |
| 2001 | Inna Roos          |                        |
| 2002 | Jana Tafenau       |                        |
| 2003 | Katrin Susi        |                        |
| 2004 | Sirle Kalma        |                        |
| 2005 | Jana Kuvaitseva    |                        |
| 2006 | Kirke Klemmer      |                        |
| 2007 | Viktoria Azovskaja |                        |
| 2008 | Julia Kovaljova    |                        |
| 2009 | Diana Arno         |                        |
| 2011 | Madli Vilsar       |                        |